# Donja Rašica
Donja Rašica (en serbe cyrillique : Доња Рашица) est un village de Serbie situé dans la municipalité de Blace, district de Toplica. Au recensement de 2011, il comptait 101 habitants.

## Démographie
| 1948 | 1953 | 1961 | 1971 | 1981 | 1991 | 2002 | 2011 |
| ---- | ---- | ---- | ---- | ---- | ---- | ---- | ---- |
| 236  | 186  | 180  | 180  | 123  | 94   | 98   | 101  |

|  |